# Jean-Luc Veuthey
 (avril 2018).
 (avril 2018).
 (juillet 2025).
Motif : Absences de sources secondaires centées sur cette personne. Par ailleurs, l'article est orphelin et sans interwiki
- Archive Wikiwix
- Bing
- Cairn
- DuckDuckGo
- E. Universalis
- Gallica
- Google
- G. Books
- G. News
- G. Scholar
- Persée
- Qwant
- (zh) Baidu
- (ru) Yandex
- (wd) trouver des œuvres sur Wikidata

| 1. | Préciser le motif de la pose du bandeau. | Précisez le motif de la pose du bandeau en utilisant la syntaxe suivante : {{admissibilité à vérifier\|date=juillet 2025\|motif=remplacez ce texte par le motif}}                     |
| 2. | Informer les utilisateurs concernés.     | Pensez à avertir le créateur de l'article, par exemple, en insérant le code ci-dessous sur sa page de discussion : {{subst:avertissement admissibilité à vérifier\|Jean-Luc Veuthey}} |

Jean-Luc Veuthey (né le 20 avril 1958 à Dorénaz en Valais) est professeur ordinaire en chimie analytique pharmaceutique à l’Université de Genève depuis 1992. Ses recherches portent sur le développement de méthodes analytiques modernes et plus particulièrement sur les méthodes séparatives pour la détermination de médicaments ou de drogues dans différentes matrices.

## Biographie
Jean-Luc Veuthey a étudié la chimie à l’école d’ingénieur de Genève où il obtient son diplôme d’ingénieur ETS en génie chimique en 1978. Il poursuit ses études à l’Université de Genève où il obtient le diplôme de chimiste en 1983. Il obtient ensuite son doctorat de chimie en 1987 sous la direction du professeur Werner Haerdi dans le département de chimie analytique minérale de la Section de chimie, au sein de la Faculté des sciences de l’Université de Genève. De 1988 à 1989, il s’installe à Paris où il effectue un post-doctorat à l’École supérieure de physique et de chimie industrielles de Paris. En parallèle il devient chargé de cours pour le DEA de chimie analytique.
C’est en 1989 qu’il revient à Genève où il passe une année comme maître-assistant, dans la section de pharmacie, comme responsable des laboratoires de chimie générale. Fort de cette expérience, il est nommé chargé de cours suppléant pendant deux ans (1990-1992). Sans quitter l’université, il travaille dans une société privée à Genève où il est responsable du groupe de chimie analytique (1990-1992). En 1992, il passe le concours pour une chaire nouvellement ouverte en chimie analytique et devient directement professeur ordinaire au sein de l’Université de Genève.

## Carrière institutionnelle
Dès sa nomination, Jean-Luc Veuthey crée le Laboratoire de chimie analytique pharmaceutique (LCAP). Cette entité nouvelle, d’abord de dimension modeste, initie pour la première fois la recherche en sciences analytiques au sein de la section des sciences pharmaceutiques. Tout en développant ses recherches, il accède rapidement à la vice-présidence de l’école romande de Pharmacie en 1994, puis à sa présidence en 1996. À cette date, la pharmacie est alors enseignée de façon coordonnée au sein des universités de Lausanne et de Genève. En 1998, il prend la tête de la section des sciences pharmaceutiques afin de préparer l’une des plus grandes fusions institutionnelles du paysage académique de Suisse occidentale, dont il est un des artisans principaux, la création de l’École de pharmacie Genève-Lausanne. Celle-ci est formellement crée en 2003, date de la signature de la convention organisant le transfert à l'Université de Genève de la section de pharmacie de la Faculté des sciences de l'Université de Lausanne.
En 2004, il est appelé à rejoindre le décanat de la Faculté des sciences de l’Université de Genève, comme vice-doyen. Durant six ans, Jean-Luc Veuthey occupe plusieurs dicastères clés et participe au développement de la Faculté. En 2010, sous l’égide du professeur Vassali, recteur de l’Université de Genève, il rejoint la direction de l’université comme vice-recteur chargé des ressources humaines, des bâtiments et de l’innovation jusqu’en 2015.
De retour au sein de la section des sciences pharmaceutiques, il occupe toujours de nombreuses fonctions administratives telles que représentant de l’Université de Genève au sein du Conseil de Fondation du FNRS (Suisse).

## Activités d’enseignement
Depuis 1992, Jean-luc Veuthey enseigne la chimie analytique pharmaceutique aux étudiants en sciences pharmaceutiques du niveau bachelor et master.
Il a également enseigné comme professeur invité dans d’autres institutions et universités telles que l’École supérieure de physique et de chimie de Paris, l’université de Turin, l’École polytechnique fédérale de Lausanne, l’Université de Lausanne, et l’université Lyon 1. En 2016, il est invité par l’Université de Montréal au sein de la Faculté de pharmacie comme professeur invité où il se forme aux nouvelles technologies de l’information et de la communication pour l’enseignement. De retour à Genève en 2017, il applique dans ses enseignements ex cathedra de nouvelles approches pédagogiques comme la classe inversée, introduit des outils modernes tels que les plateformes d’enseignement en ligne, les sondages électroniques et les vidéos d’apprentissage. Depuis 2018, il préside la commission d’enseignement de l’École de pharmacie Genève-Lausanne (EPGL), où il mène une réforme des études de pharmacie basée sur une approche programme.

## Activités de recherche
Au cours de sa carrière, le professeur Jean-Luc Veuthey a supervisé plus de 60 doctorants et formé de très nombreux post-doc. Il est l’auteur de plus de 340 articles scientifiques, réunissant plus de 11 000 citations et présente un h-index de 54 (Scopus). Il est expert en analyse pharmaceutique et ses thématiques de recherche principales sont : 
- les techniques de préparation d’échantillon en ligne et hors-ligne ;
- les techniques séparatives, telles que l’électrophorèse capillaire, la chromatographie en phase liquide, ainsi que la chromatographie en phase supercritique ;
- l’utilisation de divers modes de détection, tels que la spectrophotométrie UV, la fluorescence, la détection par diffusion de la lumière (DEDL), et la spectrométrie de masse (MS).

Au sein de son laboratoire, toutes ces étapes (préparation d’échantillon, techniques séparatives, modes de détection) sont optimisées, afin de développer de nouvelles stratégies pouvant s’appliquer à l’analyse de formulations pharmaceutiques et de fluides biologiques. En termes d’applications, le professeur Veuthey est particulièrement intéressé par l’analyse (caractérisation et quantification) de médicaments, de stupéfiants, de contrefaçons, d’agents dopants, de métabolites et d’anticorps monoclonaux.
Parmi les travaux les plus notables de sa carrière, le professeur Veuthey est reconnu comme l'un des premiers utilisateurs de l'électrophorèse capillaire couplée à la spectrométrie de masse (CE-MS), dès 1998. Dès la sortie des systèmes commerciaux de chromatographie liquide à ultra haute pression (UHPLC) en 2004, il a démontré le potentiel de ce type d'approche pour l'analyse pharmaceutique, ainsi que la possibilité de facilement transférer des méthodes HPLC en UHPLC pour obtenir des séparations plus rapides,. Enfin, il est également reconnu pour ses travaux  sur la problématique des effets matrices en LC-MS, dès le début des années 2000, démontrant l'importance de la préparation d'échantillon,.
Le professeur Veuthey a également toujours eu un intérêt marqué pour l'édition scientifique et la communication. Depuis 2018, il est l'un des éditeurs associés de journal of pharmaceutical and biomedical analysis, considéré comme le journal de référence dans le domaine de l'analyse pharmaceutique. En 2012, il a aussi co-édité avec Davy Guillarme un livre intitulé UHPLC in life sciences. Finalement, il a co-organisé des évènements scientifiques majeurs dans le domaine des sciences analytiques et a notamment été le chairman du 27th microscale bioseparations (MSB) conference en 2012 qui s’est déroulé à Genève (Suisse), ainsi que le chairman du 32nd International Symposium on Chromatography (ISC ), qui se déroula à Cannes-Mandelieu, en France, en 2018.
Enfin, dans un classement établi par le journal The Analytical Scientist, il a été élu parmi les 100 personnalités au monde les plus influentes dans le domaine des sciences analytiques en 2013  puis à nouveau en 2015 . En 2017, il a également été élu parmi les 10 personnalités les plus influentes en analyse pharmaceutique.